# 安纳达
安徽安纳达钛业股份有限公司 （深交所：002136，英文：Anhui Annada Titanium Industry Co.,Ltd.，简称：安纳达），是中国深圳证券交易所的一家上市公司，主要从事钛白粉产品的生产和销售。公司成立于2005年3月23日，2007年5月30日在深圳证券交易所上市。公司旗下“安纳达”牌钛白粉为“安徽名牌产品”，“安纳达”商标为“安徽省著名商标”。
2016年，公司实现营业收入8.19亿元，净利润0.43亿。